# Код ошибки
Код ошибки (англ. Error code) в программировании, — это номер (или сочетания буквы и номера), который соответствует конкретной проблеме в работе программы. Коды ошибок используются для идентификации неправильной работы аппаратного и программного обеспечения, неверного ввода данных пользователем без обработки возникающей при этом исключительной ситуации в коде программы, хотя иногда коды ошибок используются в сочетании с обработкой исключений. Коды ошибок не следует путать с кодами возврата, хотя они часто используются вместе при обработке ошибок. Одни из самых серьёзных кодов ошибок, которые могут встретить пользователи — это коды «Синего экрана смерти» операционной системы Microsoft Windows.

## Примеры
В языках программирования, в которых отсутствует механизм обработки исключений (например, в языке С), коды ошибок часто хранятся как глобальные переменные с именами такими как errno. Коды ошибок обычно обозначаются номерами, каждый из которых идентифицирует определенную исключительную ситуацию. В приложении, которое использует коды ошибок, каждая функция обычно определяет один код возврата, который указывает на ошибку общего значения. Получив этот обобщенный код возврата программист может проверить значение, находящееся в глобальном коде ошибки для определения условий, которые привели к возникновению исключительной ситуации. Например, при неудачной попытке открыть файл, функция может установить глобальный код ошибки, указывающий на причину ошибки и возвратить некорректный указатель на файл. Следующий пример показывает как код ошибки может быть использован для описания причины ошибки:
```
/* попытка открыть файл на чтение */

FILE
 
*
fp
 
=
 
fopen
(
"filename"
,
 
"r"
);
  

/* если файл не может быть открыт, напечатать номер ошибки и сообщение*/

if
 
(
fp
 
==
 
NULL
){
  

    
printf
(
"Cannot open file, error %d, %s
\n
"
,
 
errno
,
 
strerror
(
errno
));

    
/* Альтернативно можно использовать perror(), который обеспечивает ту же функциональность */

    
perror
(
"Cannot open file"
);

}

```

Так как обычно коды ошибок — глобальные переменные, то они могут быть доступны из любой точки программы. Так же как и с другими глобальными переменными, эта простота доступа может быть источником проблем в многопоточной среде. В связи с тем, что в глобальные переменные могут записывать одновременно несколько потоков, это может привести к состоянию гонки. Для решения этой проблемы, POSIX определяет переменную errno как переменную локальную к потоку (thread-local variable).